# Francis Bastable
Charles Francis Bastable, född 1855, död 1945, var en brittisk nationalekonom.
Bastable blev 1882 professor i Dublin. Han ägnade sig särskilt åt studiet av internationella handelsproblem och förfäktade moderata frihandelsvänliga åsikter. Han mest bekanta arbeten är Theory of international trade (1887), Commerce of nations (1892) samt Public finance (1892).